# ラシーン・マクドナルド
ラシーン・マクドナルド（Rusheen McDonald、1992年8月17日 ‐ ）は、ジャマイカ・マンデビル出身の陸上競技選手。専門は400mで、自己ベストは43秒93のジャマイカ記録保持者。2013年モスクワ世界選手権男子4×400mリレーの銀メダリストである。2016年リオデジャネイロオリンピック男子4×400mリレーの銀メダリストでもあるが、この時は予選しか走っていない。

## 経歴

### 2012年
8月のロンドンオリンピック男子400mに19歳の若さで出場を果たすも、46秒67の組4着で予選敗退に終わった。

### 2013年
8月のモスクワ世界選手権男子4×400mリレーでジャマイカチームの1走を務めると、マクドナルド、エディノ・スティール、オマー・ジョンソン、ジャボン・フランシスのオーダーで臨んだ決勝は2分59秒88をマークして2位に入り、この種目では2003年パリ大会以来、10年ぶりとなるジャマイカ勢の銀メダル獲得に貢献した。

### 2015年
8月の北京世界選手権に出場すると、23日の男子400m予選で43秒93のジャマイカ新記録を樹立。大会前の自己ベストである44秒60と、2010年にジャーメイン・ゴンザレスが樹立した44秒40のジャマイカ記録を大幅に塗り替え、ジャマイカ人初となる43秒台を達成して準決勝に進出したが、準決勝では44秒86とタイムを落として敗退した。決勝のみ出場した4×400mリレーはジャマイカチーム（ピーター・マシューズ、リカルド・チェンバース、マクドナルド、ジャボン・フランシス）の3走を務めたが、3位とは同タイム（2分58秒51）着差ありの4位に終わり、惜しくも2大会連続のメダルを逃した。

### 2016年
8月のリオデジャネイロオリンピックには男子400mと4×400mリレーに出場した。ジャマイカ記録保持者（43秒93）として臨んだ400mは、昨年の北京世界選手権以降に44秒台すらマークすることができず、大会前までのシーズンベストは45秒32という状況だったが、予選をシーズンベストとなる45秒22で突破。オリンピックでは自身初の準決勝進出となったが、準決勝は46秒12と予選よりもタイムを落として敗退した。4×400mリレーは予選でジャマイカチーム（マクドナルド、ピーター・マシューズ、ネイソン・アレン、ジャボン・フランシス）の1走を務めたが、マークしたラップタイムは組の第1走者の中で一番遅い45秒8だった。ジャマイカチームは2分58秒29をマークして組1着で決勝進出を決めたが、マクドナルドは予選だけの出場に終わった。

## 自己ベスト
記録欄の（　）内の数字は風速（m/s）で、+は追い風を意味する。
| 種目 | 記録          | 年月日        | 場所         | 備考           |
| 屋外 | 屋外          | 屋外          | 屋外         | 屋外           |
| ---- | ------------- | ------------- | ------------ | -------------- |
| 200m | 20秒57 (+1.2) | 2015年5月23日 | キングストン |                |
| 300m | 31秒94        | 2015年9月13日 | リエーティ   |                |
| 400m | 43秒93        | 2015年8月23日 | 北京         | ジャマイカ記録 |
| 室内 |               |               |              |                |
| 400m | 49秒38        | 2016年2月20日 | グラスゴー   |                |

## 主要大会成績
備考欄の記録は当時のもの
| 年   | 大会                              | 場所             | 種目    | 結果   | 記録            | 備考                       |
| ---- | --------------------------------- | ---------------- | ------- | ------ | --------------- | -------------------------- |
| 2011 | カリフタゲームズ (en) (U20)       | モンテゴ・ベイ   | 400m    | 7位    | 49秒31          |                            |
| 2011 | カリフタゲームズ (en) (U20)       | モンテゴ・ベイ   | 4x400mR | 2位    | 3分09秒41 (2走) |                            |
| 2011 | パンアメリカンジュニア選手権 (en) | ミラマー         | 4x400mR | 4位    | 3分16秒73 (1走) |                            |
| 2012 | オリンピック                      | ロンドン         | 400m    | 予選   | 46秒67          |                            |
| 2013 | 世界選手権                        | モスクワ         | 4x400mR | 2位    | 2分59秒88 (1走) |                            |
| 2014 | 世界リレー (en)                   | ナッソー         | 4x400mR | 予選   | 3分01秒17 (4走) | 決勝進出                   |
| 2014 | 英連邦競技大会 (en)               | グラスゴー       | 400m    | 準決勝 | 45秒95          |                            |
| 2014 | 英連邦競技大会 (en)               | グラスゴー       | 4x400mR | 4位    | 3分02秒17 (4走) |                            |
| 2015 | 世界リレー (en)                   | ナッソー         | 4x400mR | 4位    | 3分00秒23 (1走) |                            |
| 2015 | 世界選手権                        | 北京             | 400m    | 準決勝 | 44秒86          | 予選43秒93：ジャマイカ記録 |
| 2015 | 世界選手権                        | 北京             | 4x400mR | 4位    | 2分58秒51 (3走) |                            |
| 2016 | オリンピック                      | リオデジャネイロ | 400m    | 準決勝 | 46秒12          |                            |
| 2016 | オリンピック                      | リオデジャネイロ | 4x400mR | 予選   | 2分58秒29 (1走) | 決勝進出                   |
| 2017 | 世界選手権                        | ロンドン         | 4x400mR | 予選   | 3分01秒98 (4走) |                            |
| 2018 | 英連邦競技大会 (en)               | ゴールドコースト | 400m    | 決勝   | DNF             | 準決勝45秒77               |